# Flessione deviata
La flessione deviata è uno sforzo cui può essere sottoposto un corpo e si ha quando l'asse del momento non coincide con un asse centrale d'inerzia. Questo comporta che il piano di sollecitazione ed il piano di inflessione della trave presa in esame non coincidano. La flessione deviata si può considerare composta da due flessioni rette le quali invece hanno asse momento coincidente con degli assi centrali d'inerzia. 
L'andamento delle tensioni è dato dalla formula binomia di Navier:
Per esplicitare l'andamento delle tensioni nel grafico bisognerà conoscere l'asse di sollecitazione, il quale in una sezione passa per il punto d'applicazione della forza e per il baricentro di tale sezione, e l'asse neutro che si può trovare in due modi, o conoscendo l'elissoide centrale d'inerzia della sezione e sfruttando le sue proprietà (visto che l'asse di sollecitazione e quello neutro sono coniugati d'inerzia), oppure uguagliando a zero la formula trinomia dalla quale si ricava l'equazione caratteristica dell'asse neutro.